# Bernard Lafont
Bernard Lafont (* 1947) ist ein französischer Militärarzt im Dienstgrad Médecin Général des Armées (MGA) und seit Oktober 2005 Directeur Central du Service de Santé des Armées, also der Inspekteur des Sanitätsdienstes der französischen Streitkräfte.

## Werdegang
Lafont studierte von 1965 bis 1973 die École du service de santé des armées de Lyon-Bron und war im Anschluss Regimentsarzt beim 1er Régiment de Chasseurs parachutistes in Pau und danach beim 8e Régiment de Transmissions in Suresnes. Als Facharzt für Psychiatrie war er stellvertretender Chefarzt des Hopital des Armées Sedillot in Nacy und später des HIA Val-de-Grâce. Nach der Habilitation im Jahre 1986 übernahm er zunächst die Leitung des Hopital d’instruction des Armées Robert Picqué in Bordeaux. Vor seiner Ernennung zum Inspekteur im Oktober 2005 war er als stellvertretender Inspekteur für in der Direction Centrale du Service de Santé des Armées für die französischen Militärkrankenhäuser zuständig.
Lafont ist unter anderem Beiratsmitglied beim Medical Corps International Forum.

## Auszeichnungen
- Offizier der Légion d’honneur
- Offizier des Ordre national du Mérite
- Ritter des Ordre des Palmes Académiques
- Großes Bundesverdienstkreuz (26. April 2007),[1] verliehen im April 2008 durch den deutschen Amtskollegen Kurt-Bernhard Nakath[2]